# Dominique Grima
Dominique Grima, appelé aussi Grenier ou Grinia, est un frère prêcheur, professeur de théologie, prélat français, évêque de Pamiers de 1326 à 1347, né à Toulouse.

## Biographie
Dominique Grima naît à Toulouse. Il rejoint l'ordre des frères prêcheurs - les dominicains. Il étudie d'abord la philosophie au couvent des frères prêcheurs de Brive en 1290-1291, sous le lectorat de Bérenger de Landorre qui a été maître général des dominicains. Il continue ses études au couvent de Carcassonne, en 1291-1292, puis à celui de Toulouse, en 1292-1293. En 1301-1302, il est sous-lecteur au couvent de Toulouse, et l'année suivante, il est lecteur au couvent de Périgueux. Il est assigné à poursuivre des études au couvent de Paris, entre 1304 et 1308. Il est ensuite nommé lecteur conventuel à Bordeaux, en 1308-1310. Il enseigne de nouveau à Toulouse de 1311 jusque, probablement, en 1321. Il y remplit aussi la fonction de prédicateur général, en 1312. Il y seconde l'inquisiteur Bernard Gui, en 1320. En 1319, il dédie au pape Jean XXII un ouvrage qui lui vaut la maîtrise en théologie, « mandante domini Johanne papa », vers 1320-1321.
Probablement dès l'automne 1321, il succède à Guillaume de Laudun, après son élection à l'archevêché de Vienne, comme lecteur à la cour pontificale. Il est nommé magister sacri palatii, maître du palais apostolique d'Avignon, en 1324, après la nomination de Raymond Béguin comme patriarche latin de Jérusalem. D'après la continuation du De Quatuor de Bernard Gui, il a été maître en théologie en Avignon sur ordre du pape. Après 1322, il est souvent désigné magister theologie en précisant in curia Romana lector. Dès son élection, en 1316, le pape Jean XXII l'aurait encouragé à entreprendre l'enseignement biblique.
Il est nommé évêque de Pamiers, le 3 mars 1326. Il a occupé ce siège jusqu'à sa mort, en 1347.
En 1326, il est un des six maîtres de théologie qui envoient au pape Jean XXII leur avis sur 51 articles de Guillaume d'Ockham.
Entre 1335 et 1341, il fait construire à ses frais la chapelle Saint-Antonin, au couvent des Jacobins de Toulouse, où se trouve sa sépulture,,,.

## Publications
- Manuscrit Latin 362, BnF Explicit peistolaris prefacio in totum opus lecture fratris dominici tholosani ordinis fratrum predicatorum nunc dei gratia episcopus epamiensis. incipit principium super totam bibliam
- Manuscrit Latin 365, BnF Incipit epistolaris prefacio in totum opus lecture super bibliam
- Manuscrit Latin 375, BnF Lectura super Biblia : explicit principium. incipit super exodum
- Manuscrit 28, Bibliothèque municipale de Toulouse Lectura super Bibliam I : commentaire sur le Genèse et l'Exode (vers 1319)[6]
- Manuscrit 29, Bibliothèque municipale de Toulouse Lectura super Bibliam II : commentaire sur le Lévitique, les Nombres et le Deutéronome (vers 1319)[7]
- Manuscrit 30, Bibliothèque municipale de Toulouse Lectura super Bibliam III : commentaire sur Josué, les Juges, Ruth et les Rois (vers 1319)[8]
- Manuscrit 31, Bibliothèque municipale de Toulouse Lectura super Bibliam IV : commentaire sur les Paralipomènes, Esdras, Tobie, Judith, Esther et les Maccabées (vers 1319)[9]